# Horsfieldia montana
Horsfieldia montana là một loài thực vật thuộc họ Myristicaceae. Loài này có ở Brunei và Malaysia.